# Prințesa Maria de Hanovra
Prințesa Maria de Hanovra (germană Marie Ernestine Josephine Adolphine Henrietta Theresa Elizabeth Alexandrina Prinzessin von Hannover und Cumberland; 2 decembrie 1849 – 4 iunie 1904) a fost fiica cea mică a regelui George al V-lea de Hanovra și a Prințesei Marie de Saxa-Altenburg.

## Biografie

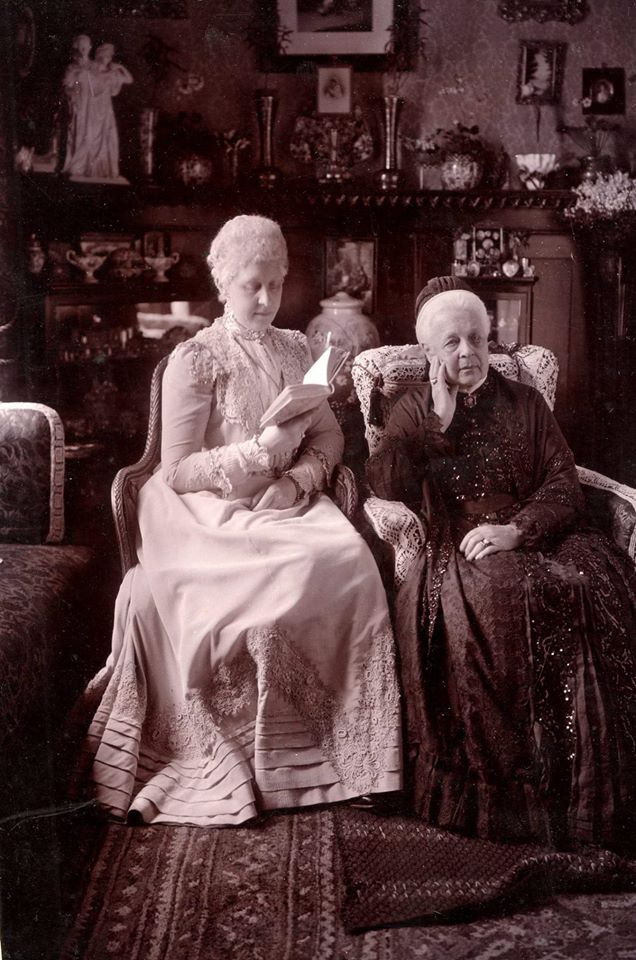
Maria de Hanovra împreună cu mama ei, vedere poștală de Carl Jagerspacher, Gmunden 1904, cu semnătura originală a "Marie R. (Regina)"

Maria s-a născut la Hanovra. Ea a deținut titlul de prințesă în regatul de Hanovra și, ca strănepoată a regelui George al III-lea al Regatului Unit a deținut titlul de prințesă și în Regatul Unit.
În 1866 tatăl Mariei a fost detronat. Maria și mama ei au rămas în Hanovra peste un an de zile, locuind la Schloss Marienburg până au plecat în exil în Austria în iulie 1867.  În cele din urmă familia s-a stabilit la Gmunden.
Maria a vizitat Anglia cu familia în mai 1876, și din nou, după decesul tatălui ei, în iunie 1878. Sora ei, Frederica, s-a mutat în Anglia unde s-a măritat însă Maria s-a întors la Gmunden unde a stat împreună cu mama ei la Schloss Cumberland (numit după titlul ducal al tatălui ei). Un ziar american a scris că Maria a refuzat de două ori cererea în căsătorie de la cel de-al treilea fiu al reginei Victoria, Ducele de Connaught.

### Deces
Maria a murit la Gmunden la vârsta de 54 de ani. Înmormântarea ei a avut loc a doua zi deoarece două zile mai târziu, nepoata ei, Prințesa Alexandra de Hanovra și Cumberland, s-a căsătorit cu Frederic Francisc al IV-lea, Mare Duce de Mecklenburg. Maria a fost îngropată în mausoleul familiei la Schloss Cumberland. Mama ei i-a supraviețuit trei ani.